# Wolfgang Arnold (Sänger)
Wolfgang Arnold (* 1948 in Marburg) ist ein deutscher Kabarettist, Fernsehmoderator und Schlagersänger. Er ist bekannt als Schlagersänger Wolfgang André und für die Kunstfigur Hausmeister Anton Klopotek.

## Leben
Arnold wuchs nach dem Umzug seiner Eltern ab dem siebten Lebensjahr in Herne auf. Nach dem Abschluss der Schule absolvierte er zunächst eine Berufsausbildung zum Maurer, später zudem eine Umschulung zum Industriekaufmann. Er lebt heute im Bochumer Stadtteil Wattenscheid. Ab Mitte der 1970er Jahre trat Arnold als Mitglied einer Gruppe von Kabarettkünstlern auf verschiedenen kleinen Bühnen auf.
1987 nahm Arnold unter dem Titel Tagelang, Stundenlang seine erste Schallplatte als Wolfgang André auf. In den Folgejahren entstanden zahlreiche weitere Aufnahmen. Zudem ist Arnold als Komponist und Texter tätig. Seinen bisher größten Erfolg landete er zusammen mit Eberhard Hertel beim Gewinn der Volkstümlichen Hitparade. Für Marianne und Michael schrieb er für die 2005 erschienene LP den Titel Der Himmel drückt schon mal ein Auge zu.
Mitte der 1990er Jahre kreierte Arnold die Kunstfigur „Hausmeister Anton Klopotek“ aus Wattenscheid. Mit dem Akzent des Ruhrgebietlers erzählt Klopotek herzhaft-harmlose Schwänke aus dem Alltagsleben. Einen unerwarteten Erfolg landete Arnold mit der Figur, als die Single Weisse noch…? im Juli 2005 die deutschen Singlecharts erreichte. Der Titel In Wattenscheid da geht dat allet war 2006 ein Hit im Wattenscheider Karneval. Im Dezember 2006 bekam der Künstler für Weisse noch…? eine symbolische goldene Schallplatte für den besten Ruhrgebietsschlager 2005/2006 überreicht.
Von 2002 bis 2004 moderierte Arnold beim Fernsehsender 9Live die wöchentliche Sendung do it yourself. Seit 2005 widmet er sich ausschließlich der Figur Anton Klopotek. Von der WAZ wurde er zum „Botschafter des Ruhrgebiets“ ernannt.

## Diskografie Wolfgang André
- Tagelang, Stundenlang (1987)
- Ohne Liebe geht es nicht (1988)
- So wie nie (1988)
- Du bist für mich das Optimum (1989)
- Was ist dabei (1989)
- Letzter Aufruf (1990)
- Du bist der Duft aus meinem Kaffeefilter (1992)
- Die Kellnerin vom Strandcafe (1994)
- Etwas von mir Longplay (1994)
- Unter vier Augen (1995) zusammen mit Matthias Reim
- Der liebe Gott sieht alles (1996)
- Baby du bist nicht alleine (1997)
- Aus heiterem Himmel (2017)

## Diskografie Anton Klopotek
- Gimmi ma ’ne Bratwurst (2004)
- Du bist zu schön (2004)
- Weisse noch…? (2005, 4 Wo. int. Singlecharts) WDR Superwunschhitparade
- Du heimliche Stadt, Du heimliche Liebe (2005)
- In Wattenscheid da geht dat allet (2005)
- Laß dat Lämpken noch wat an (22. November 2005)
- In unser’n Schrebbergatten lebt ne kleine Maus
- Hammer, Zange, Säge (2006) Närrische Hitparade WDR Fernsehen
- Ruhrgebiet (2006)
- Allet tacko auf’n Monte Schlacko (2007)
- Glück auf (2007)
- Das Steigerlied (2007)
- Ein bisken die Sonne seh’n (2007)
- Ich will noch einmal in mein Ruhrgebiet (2007)
- An Heiligabend bei Mutter unter’n Baum (Weihnachten im Ruhrgebiet) (2007)
- Hey, du alten klüngelskerl (2007) Närrische Hitparade WDR
- Der Flötenspieler (Spiel dat Lied) (2007)
- So’n Mäusken zum Kuscheln (2007)
- In Bottrop, in Gladbeck … (2008)
- Nachbarn (2008)
- Millionen Frauen lieben mich (2008)
- Schöne Frau’n (2008)
- Wer dich kennt, der muss dich lieben (2008)
- Mutter hol mich vonne Zeche (Karnevalshit) (2008) Närrische Hitparade WDR
- Hallo, guten Morgen (2010)
- Schöne Frauen (2010)
- Hömma, lieber Gott (2010)
- Sommer im Revier (2010)
- Dat letzte Hemd (2010)
- Du bist zu schön (2010)
- Hallo mein Schatz (2010)
- Die Mädchen aus’m Kohlenpott (2010)
- Einer von uns (2010)
- Dat nächste Pils (2010)
- Du bist der Duft aus meinem Kaffeefilter (2010) Remake
- Ruhrgebiet (2010)

## Belege
1. ↑  Chartquellen: Deutschland (Memento des Originals vom 20. Mai 2008 im Internet Archive)  Info: Der Archivlink wurde automatisch eingesetzt und noch nicht geprüft. Bitte prüfe Original- und Archivlink gemäß Anleitung und entferne dann diesen Hinweis.
2. ↑  Wolfgang André. Abgerufen am 24. Januar 2017.

| Personendaten    | Personendaten                                              |
| ---------------- | ---------------------------------------------------------- |
| NAME             | Arnold, Wolfgang                                           |
| ALTERNATIVNAMEN  | Klopotek, Anton (Pseudonym); André, Wolfgang (Pseudonym)   |
| KURZBESCHREIBUNG | deutscher Kabarettist, Schlagersänger und Fernsehmoderator |
| GEBURTSDATUM     | August 1948                                                |
| GEBURTSORT       | Marburg                                                    |